# José Antonio Muñoz García
José Antonio Muñoz García (Ciudad Real, España, 20 de agosto de 1923 – Córdoba, España, 11 de mayo de 1999).
Abogado de los Colegios de Córdoba y Sevilla, y profesor Mercantil. Fue director de la Escuela Pericial de Comercio de Córdoba y Director de la Escuela de Práctica Jurídica.
Presidente del Colegio Oficial de Titulares Mercantiles, Diputado de la Junta de Gobierno del Ilustre Colegio de Abogados de Córdoba. Miembro de la Orden de San Raimundo de Peñafort al Mérito Jurídico y de otras condecoraciones civiles.
En 2011, cumpliendo acuerdo de su Claustro, se rotuló con su nombre una de las Aulas de la Escuela de Práctica Jurídica de Córdoba.

## Biografía

### Primeros años
José Antonio Muñoz, nació en Ciudad Real en 1923, aunque vivió en Córdoba desde su niñez. Ingresó en la Administración Pública como funcionario técnico en 1947, teniendo su primer destino en el Ministerio de Hacienda. Se incorporó a la abogacía en 1950, por lo que le restaba muy poco para cumplir 50 años de ejercicio antes del momento de su fallecimiento, los que sí alcanzó en su otra carrera, la de Profesor Mercantil que concluyó en la Escuela de Comercio de Cádiz en 1946. También era miembro del Colegio de Abogados de Sevilla, desde 1962.
A partir del otoño de 1965 inició la creación de un Boletín Informativo del Colegio de Abogados de Córdoba (precursor de la revista “Calle de Letrados”), que posteriormente complementó con una “Circular de Jurisprudencia” que recogía la más importante del Foro cordobés, en un tiempo en que no era fácil para los letrados acceder a la doctrina de la Audiencia y Juzgados de la provincia, por la ausencia de publicaciones sobre la misma.

### Actividad social
Cuando la legislación de la época lo permitía, el Colegio de Abogados lo propuso en 1964 como diputado Provincial, resultando elegido y ocupando la Delegación de Cultura, Turismo y Deporte, donde colaboró en la realización de la Colección bibliográfica de “Estudios Cordobeses”; exposiciones provinciales de pintura y escultura, concursos de pesca, etc. La Diputación Provincial lo eligió en 1967 como procurador en Cortes por la provincia de Córdoba (uno de los únicos casos, junto con Navarra, en que no resultó elegido el presidente de la corporación). Como parlamentario, intervino en las deliberaciones sobre la Ley General de Educación y la reforma de la legislación mercantil, y estuvo presente en julio de 1969 en la aceptación del entonces Príncipe de España de la sucesión como futuro Rey.

### Labor como abogado (1950-1999)
Por su Despacho, pasaron más de quince abogados a iniciarse en la profesión, desde su primer pasante, José Antonio Guiote Ordóñez (quien años después le sucedería en la Dirección de la Escuela de Práctica Jurídica) y sus hijos José Antonio y  Francisco Muñoz Usano. 
Dentro del Colegio de Abogados de Córdoba, de 1962 a 1967 fue elegido Diputado de la Junta de Gobierno, cargo que nuevamente ejerció de 1972 a 1977.            
Muy dedicado al derecho tributario, fue Presidente del Colegio Oficial de Titulados Mercantiles, y Delegado de la Asociación Española de Asesores Fiscales en Córdoba.
Gran parte de su actividad profesional la desempeñó como asesor jurídico de la Asociación de Empresarios de la Construcción, de la que fue Secretario General durante más de 20 años.

### La docencia

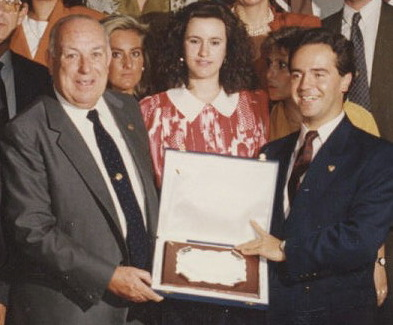
Homenaje a José Antonio Muñoz en 1990, Córdoba.

José Antonio Muñoz fue persona muy vinculada siempre a la docencia, siendo  profesor y Director de la Escuela Pericial de Comercio de Córdoba, entre otros centros, y Vocal del Patronato gestor que consiguió la creación de la Universidad de Córdoba (España).
Al poco de organizarse por el Colegio de Abogados de la Escuela de Práctica Jurídica, fue nombrado profesor de la misma en 1983, debiendo hacerse cargo de la dirección por el trágico accidente que luego costaría la vida al entonces titular, el recordado profesor Antonio Casares Otero. Así, desde 1985 fue director accidental de la Escuela de Práctica, promoviendo el desarrollo de su régimen  estatutario ante la Universidad de Córdoba, consiguiendo la categoría de Centro Universitario adscrito y Escuela de Especialización Profesional para juristas. Al amparo de este nuevo marco normativo de la Escuela, fue confirmado Director titular de la misma en 1988, cargo que ejerció hasta 1990 en que cesó a petición propia.
Como reconocimiento a su labor en la Escuela de Práctica durante esos años, fue nombrado por su Junta y por el Consejo Rector, Director Honorario de la misma, y posteriormente, a iniciativa de la misma Escuela, y con la adhesión  de los Ilustres Colegios de Abogados y de Procuradores, le fue concedida por el Ministerio de Justicia la Cruz Distinguida de la Orden de San Raimundo de Peñafort. 
El despacho iniciado por él en 1950 continúa actualmente en pleno funcionamiento, con más de 60 años de andadura y en el que se han formado ya más de 40 juristas cordobeses.